# 1345
1345 (MCCCXLV) fue un año común comenzado en sábado del calendario juliano.

## Acontecimientos
- Finalización de la construcción de la Catedral Notre-Dame de París

## Nacimientos
- Fernando I de Portugal.
- Pedro Alfonso de Castilla, hijo ilegítimo de Alfonso XI de Castilla y de Leonor de Guzmán.

## Fallecimientos
- 22 de febrero - Pedro López de Luna, arzobispo de Zaragoza.